# Laon
Laon – miejscowość i gmina we Francji, w departamencie Aisne, w regionie Hauts-de-France.

## Demografia
Według danych na rok 1990 gminę zamieszkiwało 26 490 osób, a gęstość zaludnienia wynosiła 630 osób/km² (wśród 2293 gmin Pikardii Laon plasuje się na 7. miejscu pod względem liczby ludności oraz na tym samym miejscu pod względem powierzchni). W styczniu 2014 roku Laon zamieszkiwało 26 765 osób, przy gęstości zaludnienia 637,3 osób/km².

## Zabytki
- Katedra Notre-Dame, wybudowana w latach 1155-1235
- Opactwo Saint-Martin (XII w.)
- Pałac biskupi (XIII w.)
- Opactwo Saint-Vincent (IX w.)

## Osoby związane z Laon
- Bertrada z Laonu (720-783), królowa Franków
- Jean Bodin (1530-1596), polityk i twórca francuskiego absolutyzmu
- bracia Le Nain (malarze):
  - Antoine (1600-1648)
  - Louis (1600-1648)
  - Mathieu (1607-1677)
- Jacques Marquette (1637-1675), odkrywca wnętrza Ameryki Północnej
- Jean Mathieu Philibert Sérurier (1742-1819), marszałek armii francuskiej
- Pierre Méchain (1744-1804), francuski astronom i geodeta
- Jules Champfleury (1821-1899), pisarz i krytyk sztuki
- André Devaux (1894-1981), medalista olimpijski w sztafecie 4 x 400 m

## Gospodarka i transport
- Rolnictwo i przemysł spożywczy

Region słynie z upraw zboża, produkcji serów i przetwórstwa mięsnego.
- Transport
  - Kolej: stacja Laon – połączenia regionalne TER Hauts-de-France z Paryżem[1] (Gare du Nord), Lille i Reims.
  - Drogi: autostrada A26 (autoroute des Anglais) łącząca Calais z Troyes, droga krajowa N2.
  - Komunikacja lokalna: sieć autobusów miejskich i parkingi Park & Ride.

## Galeria zdjęć

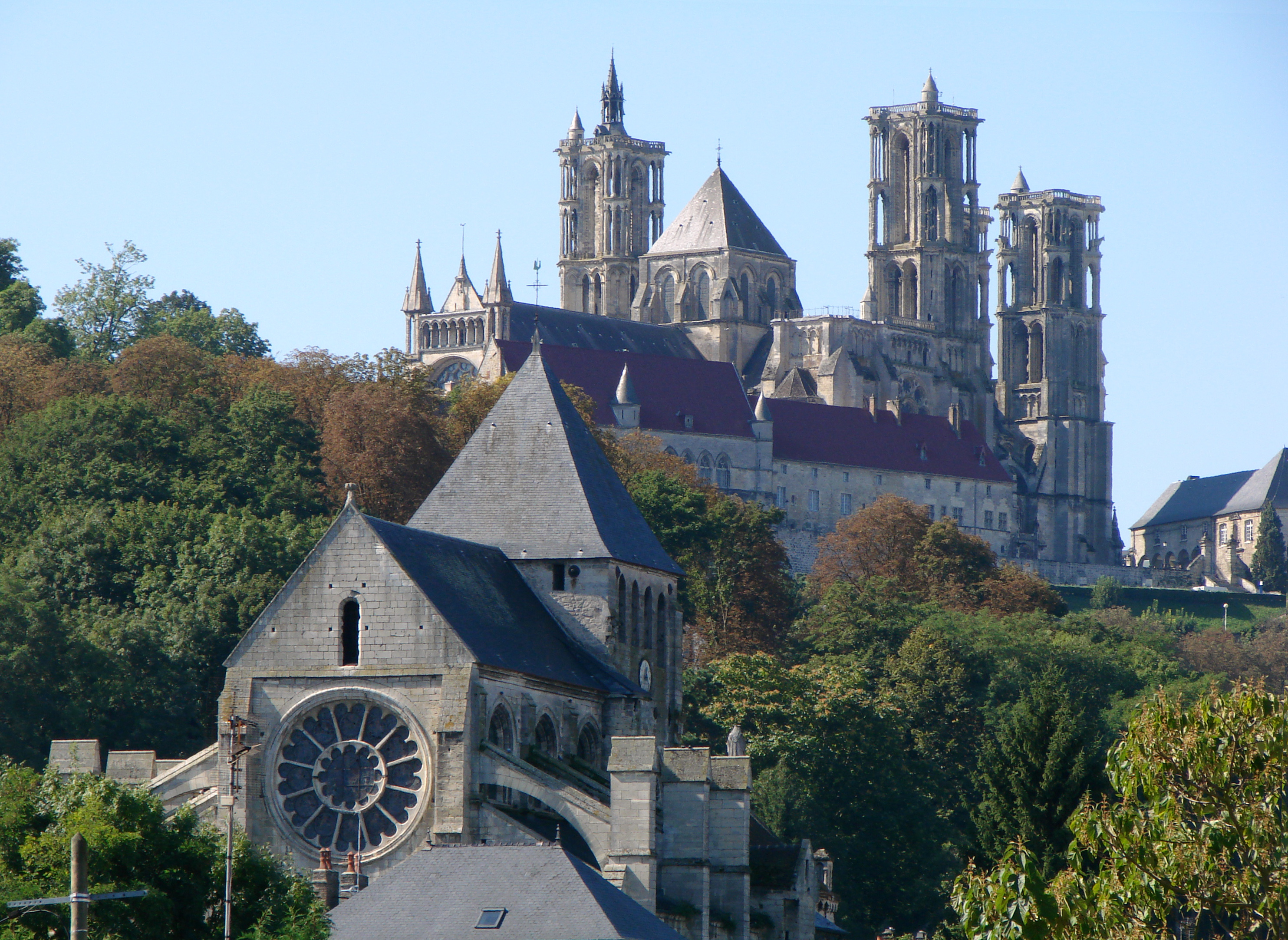
Katedra
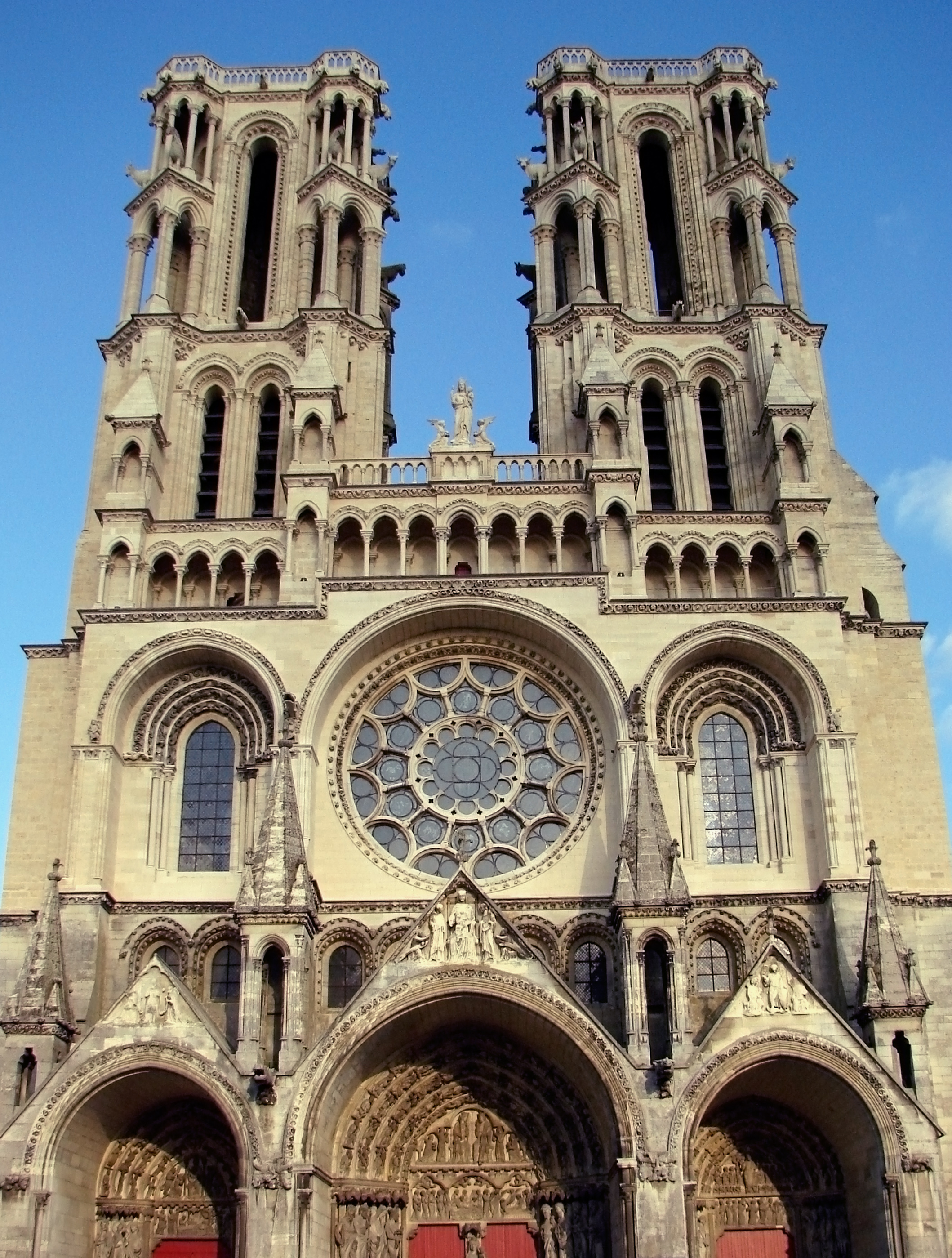
Katedra, fasada
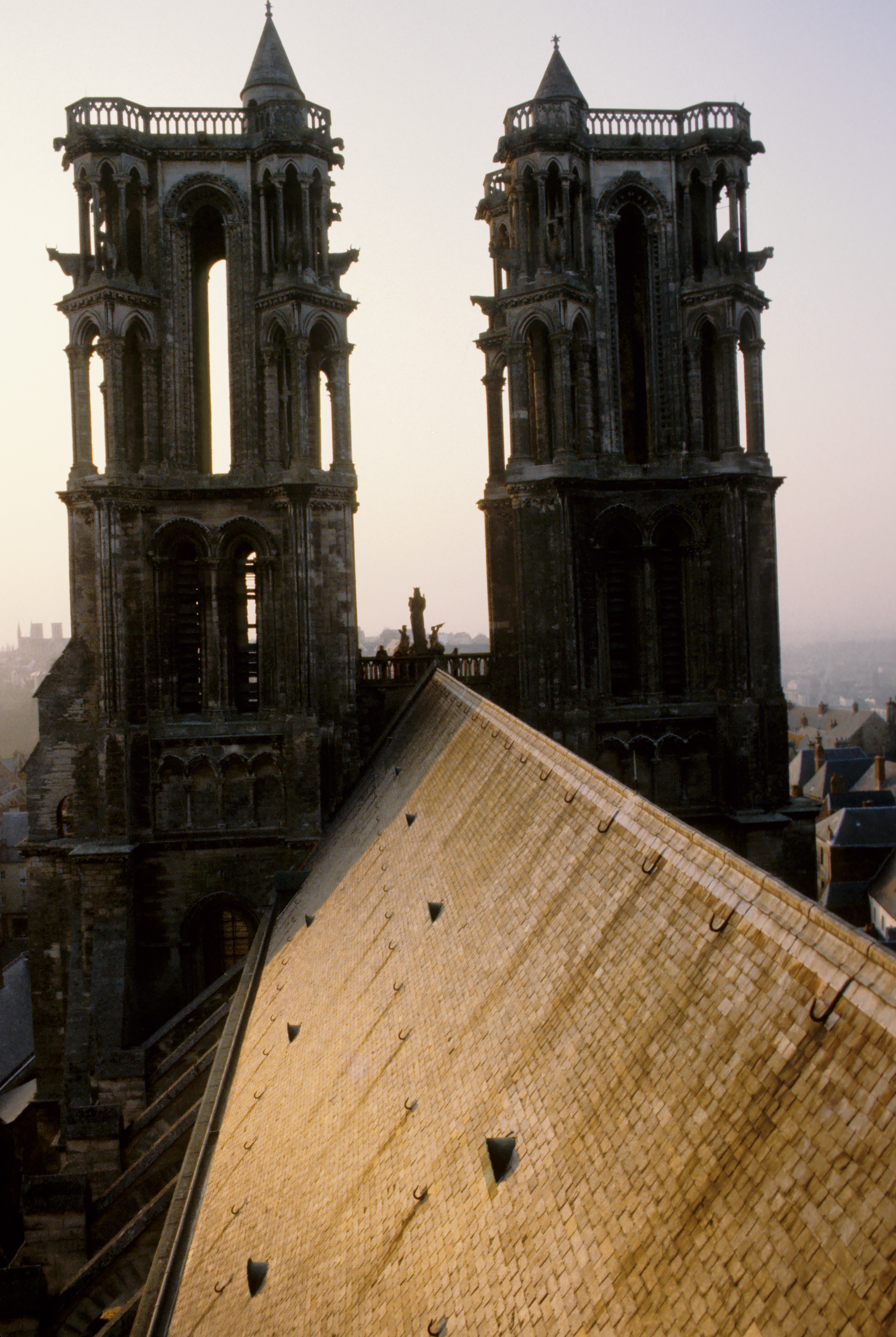
Katedra, wieże zachodnie
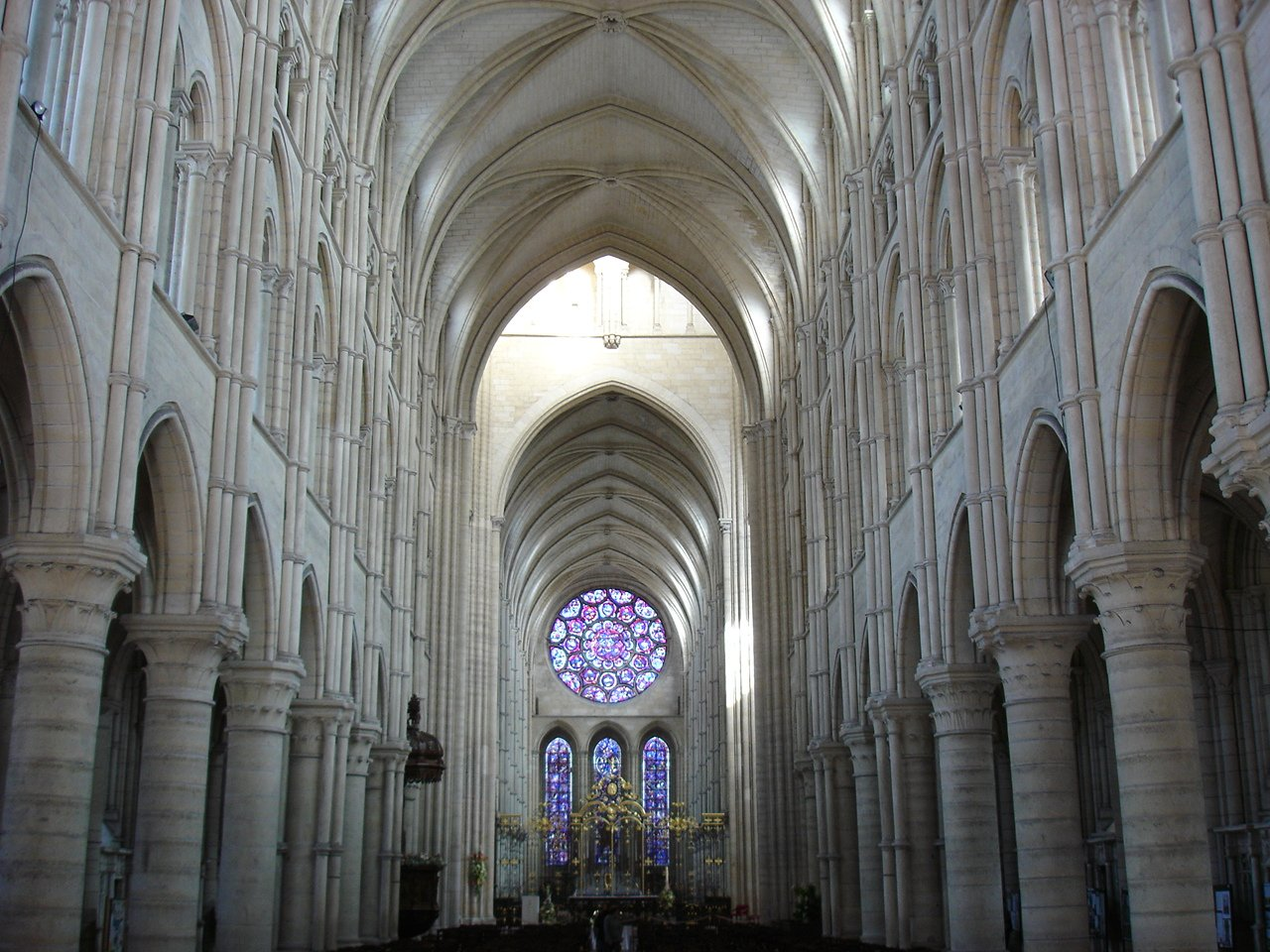
Wnętrze katedry, nawa główna
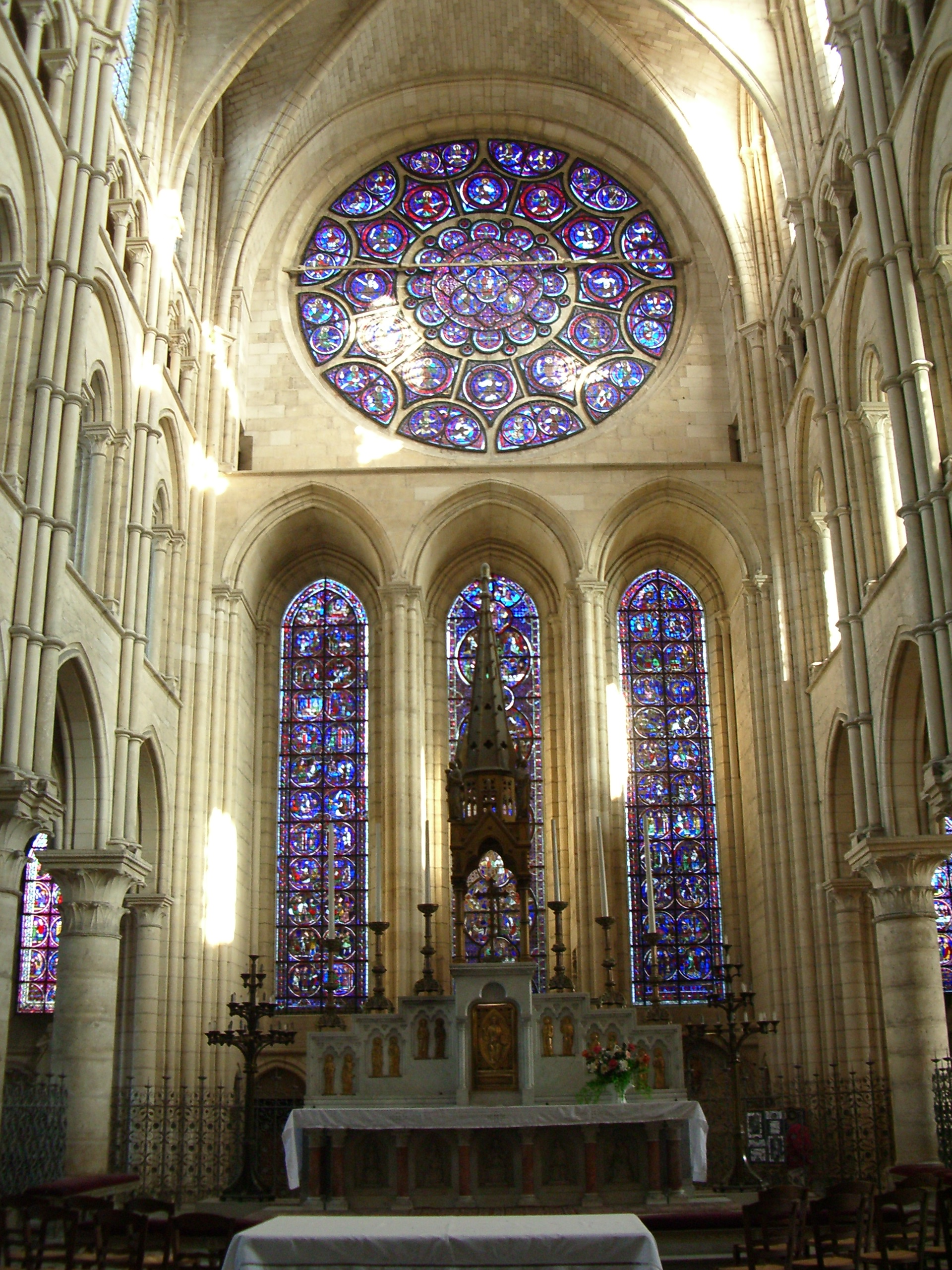
Wnętrze katedry, ołtarz
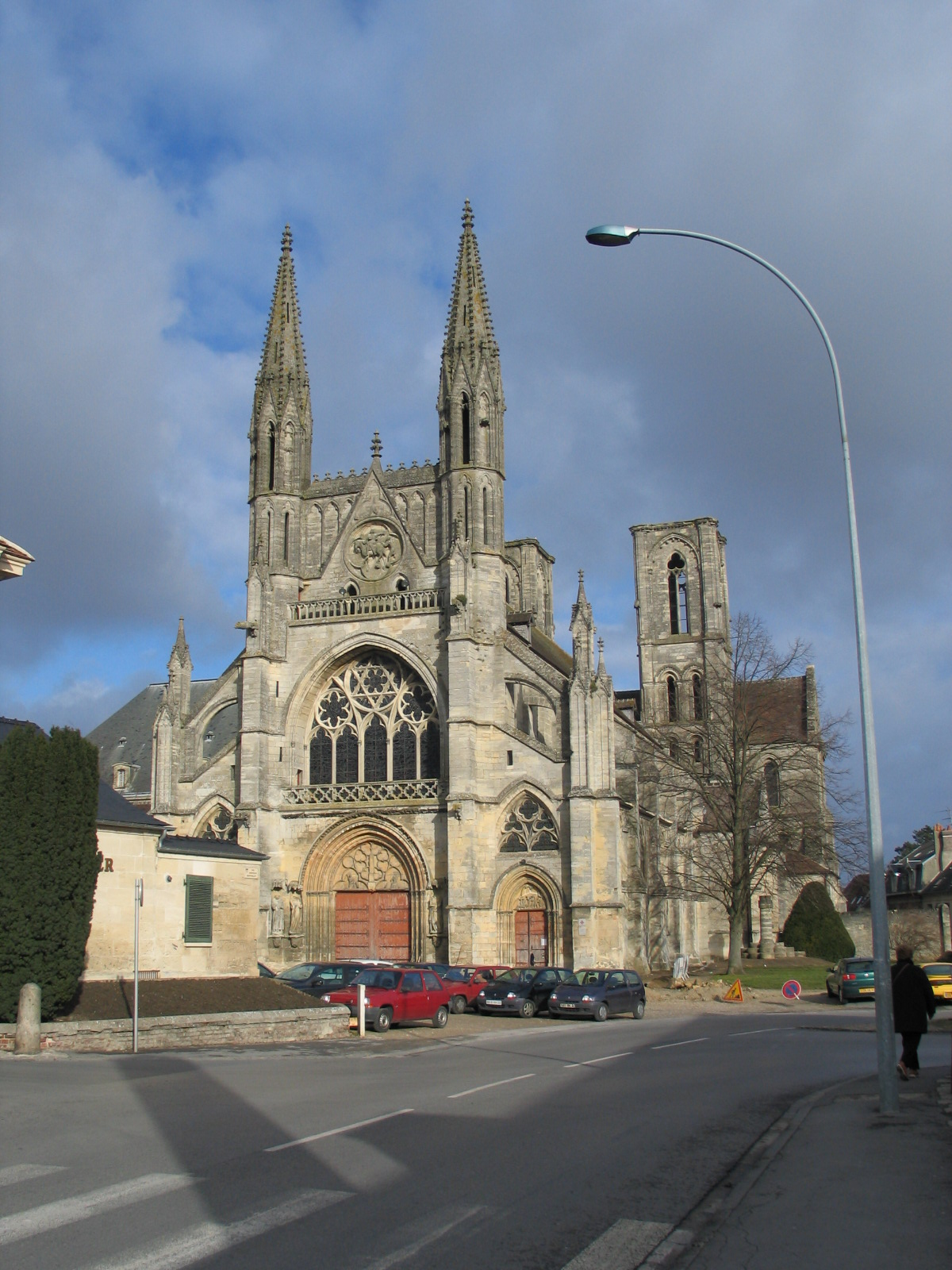
Opactwo Saint-Martin
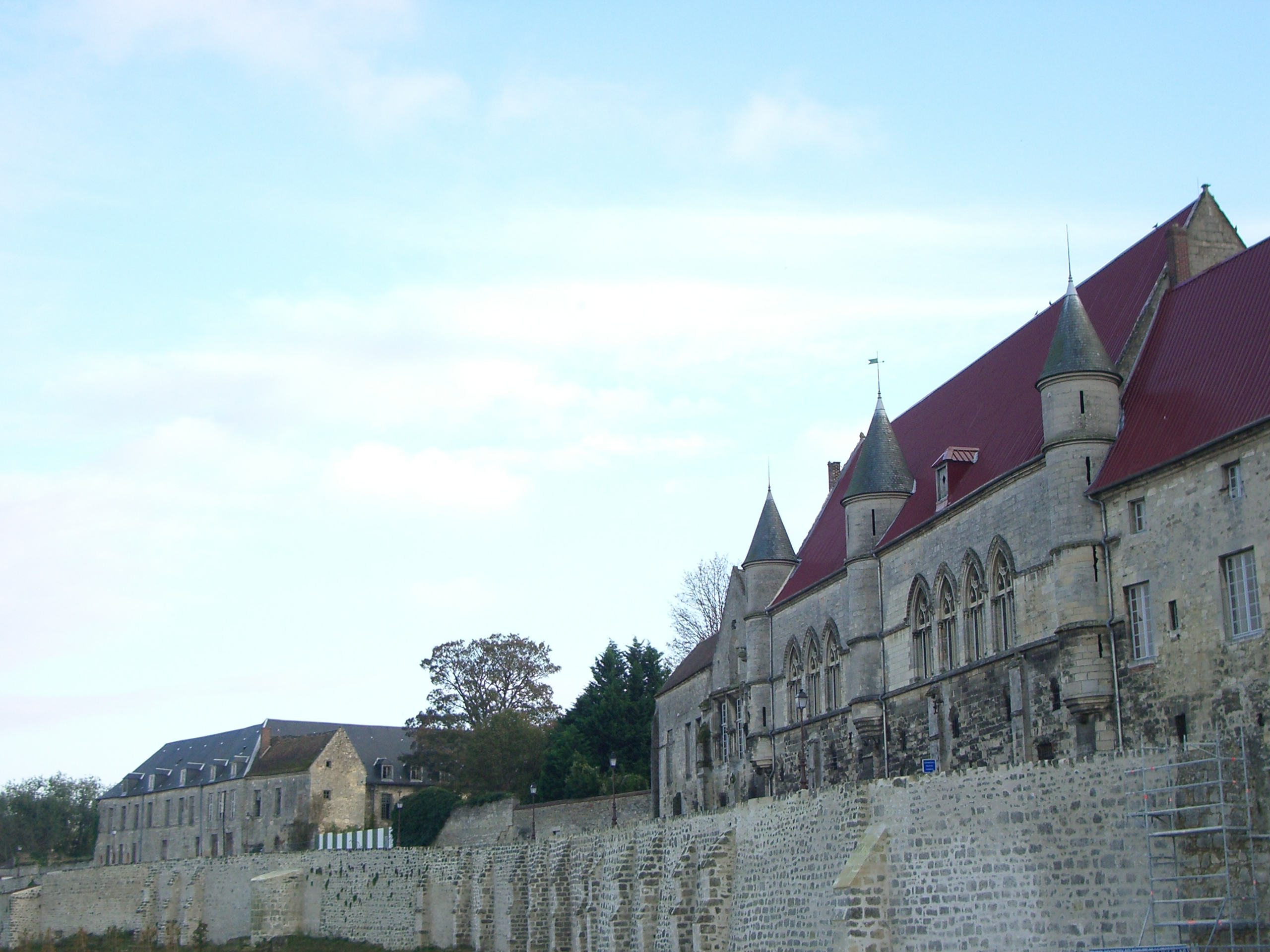
Pałac biskupi